# 櫻井リヤ
櫻井 リヤ（さくらい リヤ、1979年2月26日 - ）は、日本の漫画家。女性。三重県出身。東京都世田谷区在住。デビュー作は『バニィ君』（当時22歳）。

## 作品リスト
特記する作品以外、全て集英社、マーガレットコミックスから刊行されている。
- 仮スマ（2001年 - 2013年、全8巻）
- リストラホスト（2010年11月25日発売[6]、『ザ マーガレット』2009年9月号 - 2010年11月号、ISBN 978-4-08-846593-7）
- 無頼だる（2015年11月25日発売[7]、『Cookie』2012年11月号[8] - 2015年9月号[9]、ISBN 978-4-08-845489-4）
  - セクシー部長（『ザ マーガレット』2014年4月号）
- おひとり食堂[2]（2014年 - 2016年、芳文社、まんがタイムコミックス、全2巻）
  1. 2016年9月7日発売[10][11]、『まんがタイム』2014年9月号[注 1] - 2015年11月号、ISBN 978-4-8322-5516-6
  2. 2017年2月7日発売[10][12]、『まんがタイム』2015年12月号 - 2017年1月号[13]、ISBN 978-4-8322-5561-6
- 瀬戸際女優!白石さん（芳文社、『まんがタイム』2017年2月号[注 2] - 2024年6月号[14]、まんがタイムコミックス、既刊1巻）
  1. 2018年6月7日発売[15][16]、『まんがタイム』2017年2月号[注 2] - 2018年4月号、ISBN 978-4-8322-5694-1
- ぐるぐる音楽祭[17]（『デジタルマーガレット』2018年 - 2019年9月27日配信、『ザ マーガレット』2019年8月号[注 3]、マーガレットコミックスDIGITAL、全9巻）
  1. 2018年6月25日発売[18]
  2. 2018年6月25日発売[19]
  3. 2018年7月25日発売[20]
  4. 2018年8月24日発売[21]
  5. 2018年9月25日発売[22]
  6. 2019年7月25日発売[23]
  7. 2019年7月25日発売[24]
  8. 2019年7月25日発売[25]
  9. 2019年11月25日発売[26]

### その他
- カフェ☆スマ[注 4]（『マーガレット』2005年5号、森ゆきえ 『ブレイク・カフェ』1巻収録）
- 音楽と人[2] - 巻頭アーティストの漫画及びイラスト（連載中）
- チャチャ×クッキーギャグ作品 トリビュート4コマ チャチャmeetsサクライ[27]（『Cookie』2016年11月号、『赤ずきんチャチャN』4巻収録）

### 単行本未収録作品
- バニィ君（『マーガレット』 - 2003年8号）
- メカ男ディ（『ザ マーガレット』2006年8月号）
- 哀ドル（『ザ マーガレット』2007年11月号）
- 森さんのくま（『ザ マーガレット』2008年1月号）
- モトコイズム（『ザ マーガレット』2009年8月号）
- 絵本とママ[28]（芳文社、『まんがタイム』2013年6月号）
- 下北沢ポップコーン劇団（『Cookie』2014年5月号別冊ふろく『恋する MEN'S Cookie』、『ザ マーガレット』2014年8月号、2015年6月号）
- 無頼だるR（『Cookie』2015年11月号[29][30] - 2017年5月号）
- ぼくたちエンジェルス（『ザ マーガレット』2017年2月号）
- まんだん!（『Cookie』2017年9月号[31][32] - 連載中）
- まんだん!×第7回2018C.C.C.（クッキー･コミック･チャレンジ）スクーリングレポート[33]（『Cookie』2018年9月号）
- レポまんが なんかおもしろいことして（『Cookie』2019年7月号 - 2020年5月号、2021年1月号 - 連載中）
- まんだん! 出張編（『ザ マーガレット』2020年春号）
- 米（マイ）ウェイ（『ザ マーガレット』2020年夏号 - 2020年秋号）
- 櫻井鴉の鬼滅よもやま話 「劇場版 鬼滅の刃 無限列車編」（『Cookie』2020年11月号）
- えっ、ちょっとまって（『ザ マーガレット』2021年冬号 - 2021年春号）
- 劇場版 呪術廻戦0 特別まんが「じゅじゅつなぎ」（『Cookie』2022年1月号）